# Dolhești (gmina w okręgu Jassy)
Dolhești – gmina w Rumunii, w okręgu Jassy. Obejmuje miejscowości Brădicești, Dolhești i Pietriș. W 2011 roku liczyła 2638 mieszkańców.